# سنط صفصافي

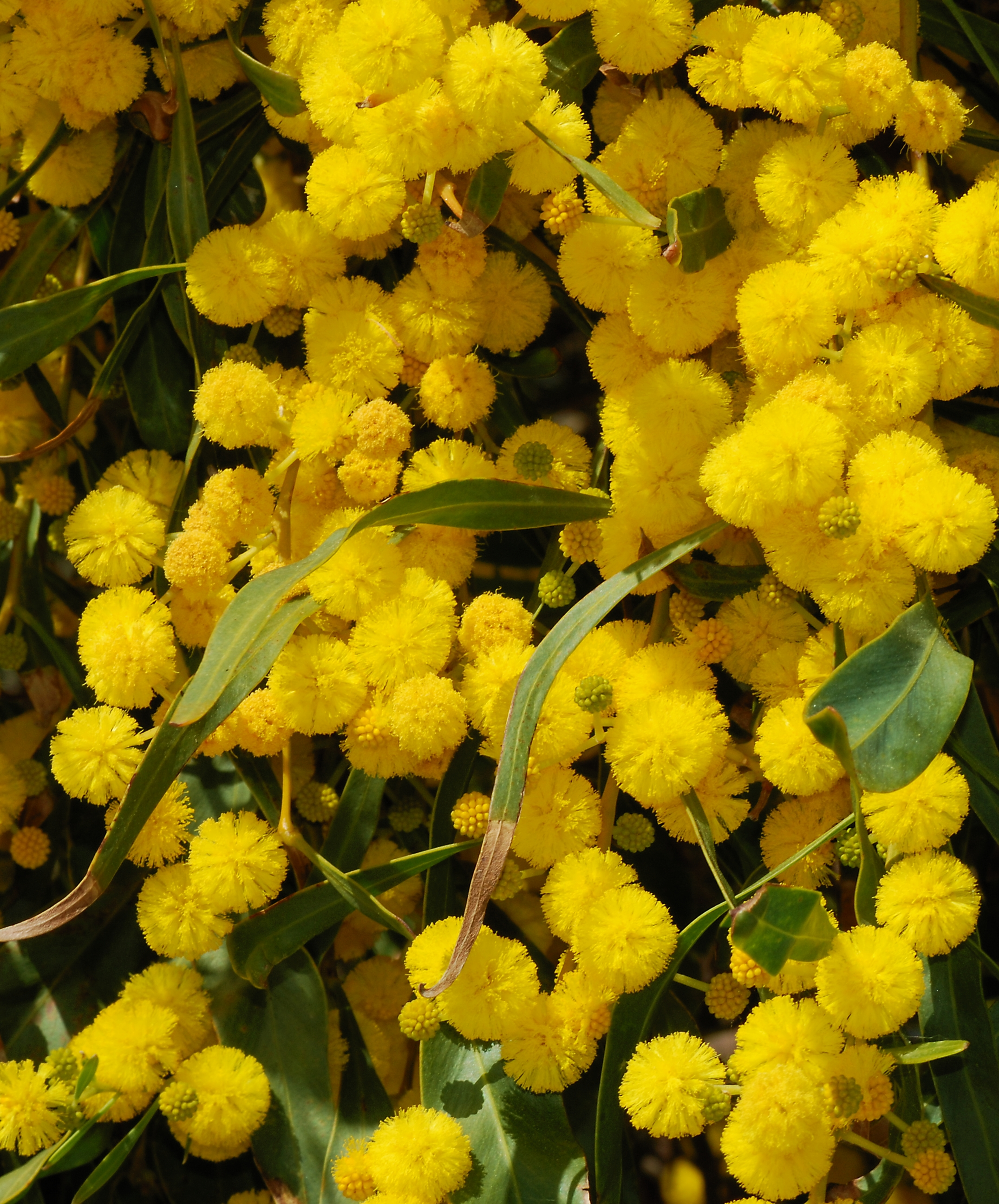
الزهور والأوراق

السنط الصفصافي أو السنط الأزرق ، هي شجرة صغيرة في الفصيلة البقولية. موطنها أسترالية، تتوزع توزعًا واسعًا في جميع أنحاء الركن الجنوبي الغربي من غرب أسترالية، وتمتد شمالًا حتى نهر مُرشِسون، وشرقًا إلى الخليج الإسرائيلي في أسترالية.